# Eloria captiosa
Eloria captiosa är en fjärilsart som beskrevs av Max Wilhelm Karl Draudt 1927. Eloria captiosa ingår i släktet Eloria och familjen tofsspinnare. Inga underarter finns listade i Catalogue of Life.